# Kris Tompkins
Pour les articles homonymes, voir Tompkins.
Kristine Mcdivitt Tompkins, née à Béjaïa en juin 1950, est une femme  d'affaires engagée dans la conservation de l'environnement.
Elle est l'ancienne PDG de l'entreprise Patagonia, spécialisée dans les vêtements techniques éco-conçus.
En 1993, elle se retire de l'entreprise Patagonia pour se concentrer sur la création de parc national au chili et en argentine. Via Tompkins Conservation, elle récupère un millions d'acre (400000 ha) de terrain qui seront transformés en parcs naturels.  
Elle est la veuve de Douglas Tompkins, le fondateur de la marque The North Face.